# 乳房税
乳房税（ちぶさぜい）とはかつてトラヴァンコール王国（現インドのケララ州）で存在したとされる税である。下位カーストの女性に課されており、乳房を隠すには税金を払わなくてはいけなかった。しかし、この税の存在はインド史において公式に認められていない。ムラカラムとも。

## 概要
税は19世紀初頭に施行された。乳房が大きくなるほど税の額が上がったとも言われているが、定かではない。スリ・シャンカラアーチャーリア・サンスクリット大学で不可触民について研究する、ジェンダー学博士のシーバ・K・M准教授によると、税の目的はカースト制度の強化にあったという。男性が楽しむために導入されたとする説もある。
一方、インドの歴史学者、マヌー・ピライのように、乳房税は胸を覆うことを禁止する税ではないと主張する者も多い。彼によると、1860年代まで、インドの女性は身分の貴賤に関係なく、普通、乳房を覆っておらず、乳房税はただの人頭税であったという（ただし、上位カースト者が高貴な身分であることを示すために服をもっていたことも事実だとしている）。また、歴史学者のJ・ディビカは、男性にも口髭税（タラカラム）が課されていたが、乳房、口髭はそれぞれ男と女を表すものであり、乳房と直接関係があったわけではないという。

## ナンゲリの伝承
乳房税が廃止されたのは、ナンゲリという女性の活躍によるものと言われている。ナンゲリは下位カーストであるエザバの女性であり、乳房税を払う必要があった。1803年、ナンゲリは納税を拒否しつつ、乳房を隠し続けたため、税務調査官に納税するよう強要される。すると、ナンゲリは税に抗議するために自分の乳房を切り落とし、オオバコの葉の上に置き献上した。ナンゲリは大量出血で死亡。ナンゲリの夫は発狂し、火葬場に飛び込んで自殺。彼らの親戚は近くの町へ引っ越していったという。この事件を受けて国王は乳房税を廃止した。彼女が住んでいた町は「乳房を持つ女性の地」という意味の「ムラチプラム」（Mulachhipuram）と名付けられた。この話を基にチトラカラン・ムラリが描いた絵が人気を博したことがきっかけで、乳房税が広く知られるようになった。